# Chris Arnade
Chris Arnade (* um 1965 in San Antonio, Florida, USA) ist ein US-amerikanischer Fotograf und Blogger.
In der Tradition von Diane Arbus oder Larry Clark gehören die sozial Randständigen zu den von ihm porträtierten. Damit gibt er ihnen eine Stimme und gehört zu den führenden Sozialfotografen der USA.

## Leben
Arnade wuchs in San Antonio, einer Stadt in der Nähe von Tampa, Florida auf und ist deutsch-jüdischer Abstammung. Sein Vater floh vor dem Holocaust in die USA und arbeitete dort als Hochschullehrer. Arnade kam als junger Mann nach Baltimore, wo er an der Johns-Hopkins-Universität Physik studierte und 1992 seinen Abschluss sowie seine Promotion machte. Dann zog er nach New York und arbeitete gut zwanzig Jahre lang als Händler an der Wall Street. 2012 kündigte er jedoch seinen Job, um nur noch als Freier Fotograf und Blogger tätig zu sein. Er lebt in New York.

## Fotografisches  Werk
Schon als Kind hatte er die Fotografie für sich entdeckt. 2010, noch an der Wall Street tätig, begann er erste Fotoserien zu erstellen, unter anderem von Möwen in Hunts Point, wo er fortan tätig werden sollte. Bekannt wurde er durch seine Fotoserie „Faces of Addiction“, die die Menschen dieses Stadtteils von New York porträtiert. Die von ihm porträtierten sind zumeist Arme und Obdachlose, gehören ethnischen Minderheiten an und leben zumeist am Rande der Gesellschaft. Dazu gehören Porträts von Prostituierten, Junkies, Homosexuellen, White Trash, Obdachlosen, Kranken, Alkoholikern.
Er betreibt bei Tumblr und Flickr Seiten, wo er auch jeweils Fotos bloggt und Texte schreibt und kommentiert sowie seine Modelle vorstellt. Er hatte Ausstellungen in seiner Werke bereits in New Yorks Bronx. In Deutschland ist Arnade durch die Dokumentation „Der Banker und die Junkies“ einem größeren Publikum bekannt geworden. Auch ist er Autor des Dokumentarfilms „Pigeon Kings of Brooklyn“ 2015.